# V490 Андромеды
V490 Андромеды (лат. V490 Andromedae) — двойная затменная переменная звезда типа W Большой Медведицы (EW) в созвездии Андромеды на расстоянии приблизительно 5674 световых лет (около 1740 парсеков) от Солнца. Видимая звёздная величина звезды — от +15,1m до +14,6m. Орбитальный период — около 0,4242 суток (10,18 часов).

## Характеристики
Первый компонент — жёлтая звезда спектрального класса G. Радиус — около 1,6 солнечного, светимость — около 2,751 солнечных. Эффективная температура — около 5879 K.
Второй компонент — жёлтая звезда спектрального класса G.